# 小眼平頭鮈
小眼平頭鮈（学名：Platygobio gracilis）是輻鰭魚綱鯉形目雅羅魚科的其中一個種，分布於北美洲加拿大及美國三個主要流域，即馬更些河流域、密蘇里河-密西西比河流域、格蘭德河流域，本魚身體細長，頭部扁平，呈「楔形」，鼻尖，口大有觸鬚，胸鰭成鐮刀狀，尾鰭叉形，成魚體呈棕色、橄欖色或黑色，側面和腹部銀色，體長可達32公分，棲息在中大型、水流湍急且混濁的溪流，以昆蟲為食，繁殖期約在6至8月，可作為食用魚。